# Daniel Florencio O'Leary
Daniel Florencio O'Leary Burke(Cork, 24 de febrero de 1801 - Bogotá, 14 de febrero de 1854) fue un militar y político irlandés. 
Fue amigo personal de Simón Bolívar, uniéndose a su causa independentista en la actual Venezuela, y acompañó al Libertador en sus últimos días. Por su fidelidad a Bolívar se le apodó "El Cuarto Evangelista".

## Biografía

### Inicios
Hijo de Jeremiah O'Leary y Catherine Burke, nació el 14 de febrero de 1801, en Cork, en el Reino de Irlanda. Con 17 años se embarcó a América para unirse a la lucha independentista. En 1818 remontó el Orinoco y desembarcó en Angostura, con el rango de alférez formando parte del cuerpo de Húsares Rojos al mando del coronel Henry C. Wilson. Pasó algún tiempo en Angostura hasta ser designado al ejército de Apure, al mando de José Antonio Páez.

### Carrera militar
Con el grado de teniente toma parte el 27 de marzo de 1819 en el combate de La Gamarra, siendo enviado como adjunto al Estado Mayor de la división del general José Antonio Anzoátegui y al escuadrón de Dragones de la Guardia, es entonces que conoce al Libertador Simón Bolívar quien lo asciende a capitán participando en las campañas de Apure. Realiza junto al ejército patriota el paso de los Andes, recibiendo una herida en la frente en la Batalla del Pantano de Vargas.
Nombrado primer ayudante del general Anzoátegui, después de la batalla de Boyacá, queda encargado del Estado Mayor de la división. Al servicio del Libertador, es nombrado su edecán el 17 de septiembre de 1819.

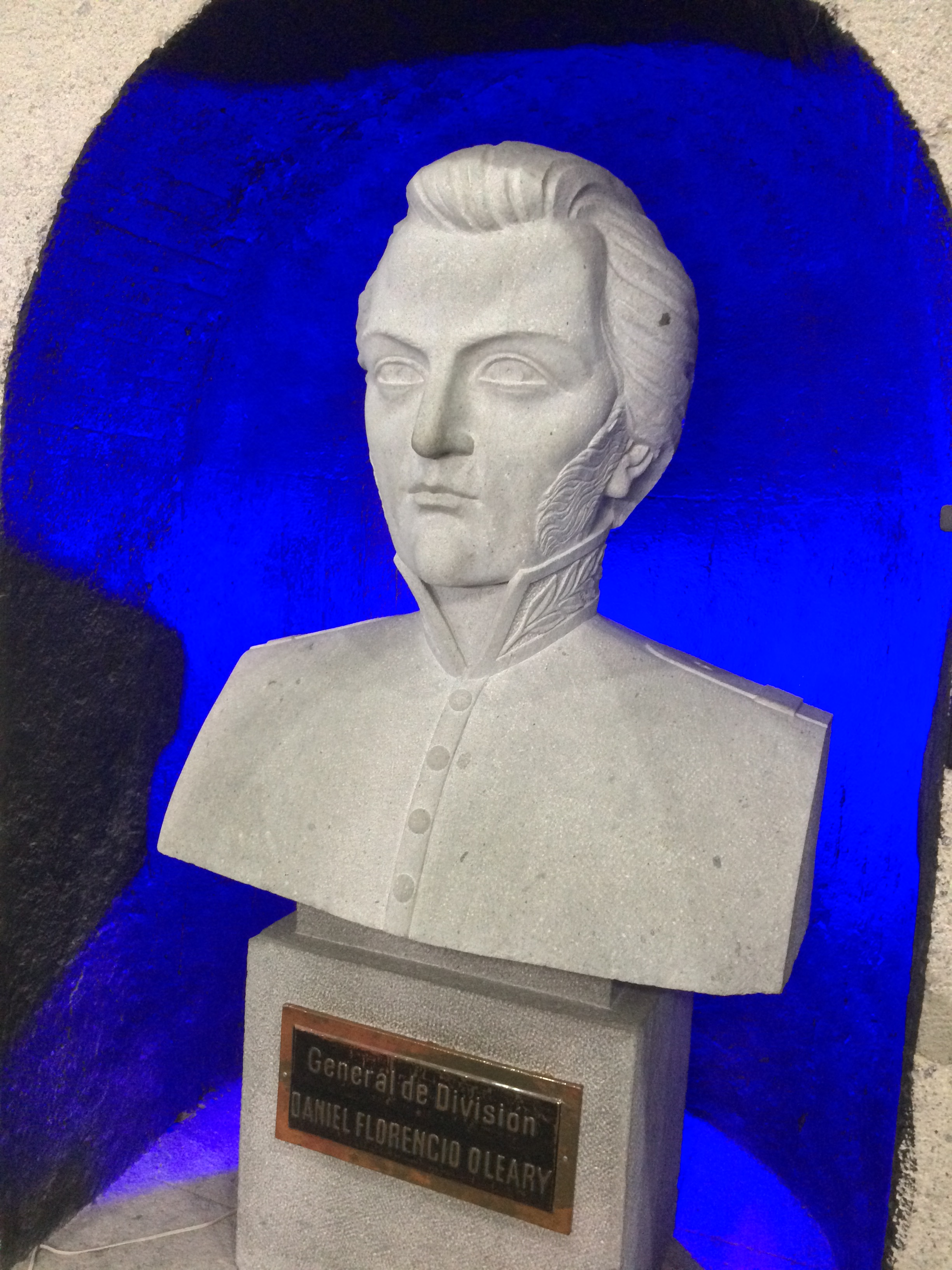
Busto en el Templo de la Patria en Quito, Ecuador.

Estuvo presente en 1820 en las negociaciones de armisticio y regularización de la guerra entre Bolívar y Pablo Morillo. En la Campaña del Sur por sus acciones en la Batalla de Pichincha es elevado, por el general Antonio José de Sucre, al rango de teniente coronel del ejército. Luego de la creación de Bolivia, el Libertador asciende a O'Leary al rango de coronel. Acompañó a Bolívar después de 1825 en los diversos procesos de integración panamericanista que el Libertador emprendiera para la convocatoria del Congreso Anfictiónico de Panamá.
En 1827 se casó con Soledad Soublette, hermana del general Carlos Soublette, con quien tuvo nueve hijos.
En misión diplomática de paz enviado por Simón Bolívar al pasar por Guayaquil O´Leary conferenció con Juan José Flores y Tomás de Heres, esperando inútilmente que el gobierno peruano le enviara pasaporte y salvoconducto. El 26 de octubre renunció a su Misión diplomática, mas, el Libertador le solicitó que siguiera intentando un acuerdo, a pesar de que aún no le habían admitido como comisionado de paz.
Al producirse el bloqueo de Guayaquil, dirigió baterías, redactó Proclamas y escribió en "El Colombiano", siempre en defensa de Bolívar y la unidad de la Gran Colombia.
En enero de 1829 pasó a Cuenca a ayudar a Flores en la conducción de las operaciones militares contra el Perú. A fines de ese mes Sucre se hizo cargo del mando y el 27 de febrero se produjo la batalla del Portete de Tarqui, encabezando O´Leary el escuadrón "Cedeño" que recibió los primeros disparos y aguantó en firme hasta dar la carga final, distinguiéndose por un valor eminente. Enseguida intervino en el Convenio de Girón y fue ascendido a General de Brigada, "alcanzando una luminosa cumbre forjada con servicio y lealtad”. Entonces regresó a Quito para entrevistarse con el Libertador y siguió a Bogotá porque le había nacido su primera hija.
El 16 de septiembre de 1829 el Consejo de Gobierno le encomendó una División de 800 veteranos de guerra incluyendo el batallón Rifles para combatir la revolución del General José María Córdova en la provincia de Antioquia. El encuentro entre ambas fuerzas se escenificó el 17 de octubre a 40 kilómetros antes de Medellín en el sitio de El Santuario. Córdova sólo tenía 300 hombres, luchó con su valor de siempre y perdió la vida. O'Leary le lloró, pero cometió el error de nombrar Gobernador del Chocó al Coronel irlandés Rupert Hand, quien había ultimado villanamente con tres terribles sablazos en la cabeza y en una mano a Córdova. También expidió dos Decretos, declarando nulas las disposiciones de Córdova y amnistiando a los alzados facciosos.
El 15 de enero de 1830 recibió al Libertador que regresaba de Guayaquil. El 20 se instaló el Congreso Admirable, O´Leary acababa de ser designado Ministro Plenipotenciario en los Estados Unidos pero dicho nombramiento no fue ratificado y quedó insubsistente. Entonces viajó a Cúcuta en cumplimiento de una misión conciliadora, donde poco después llegó Sucre para negociar con el General Santiago Mariño enviado de Páez, pues se temía la separación de Venezuela. El 6 de abril entregó el mando del Batallón Rifles, regresó a Bogotá y bautizó a su segundo hijo con los nombres de "Simón Bolívar", cuando ya el Libertador había encargado la presidencia al General Domingo Caycedo y tenía redactada su renuncia para presentarla al Congreso.
Después, cuando Bolívar no tenía mando en Santafé, le siguió en su viaje al Caribe, tratando de acompañarle el mayor trecho posible; pero habiéndose detenido en Barranquilla, al conocer la gravedad del Libertador, se apresuró a ir a Santa Marta, arribando el 18 de diciembre de 1830, un día después de su fallecimiento. Con todo, pudo asistir a sus funerales, en postrer acto de afecto y gratitud para quien había sido por tantos años su admirado jefe.

### Tras la muerte de Bolívar

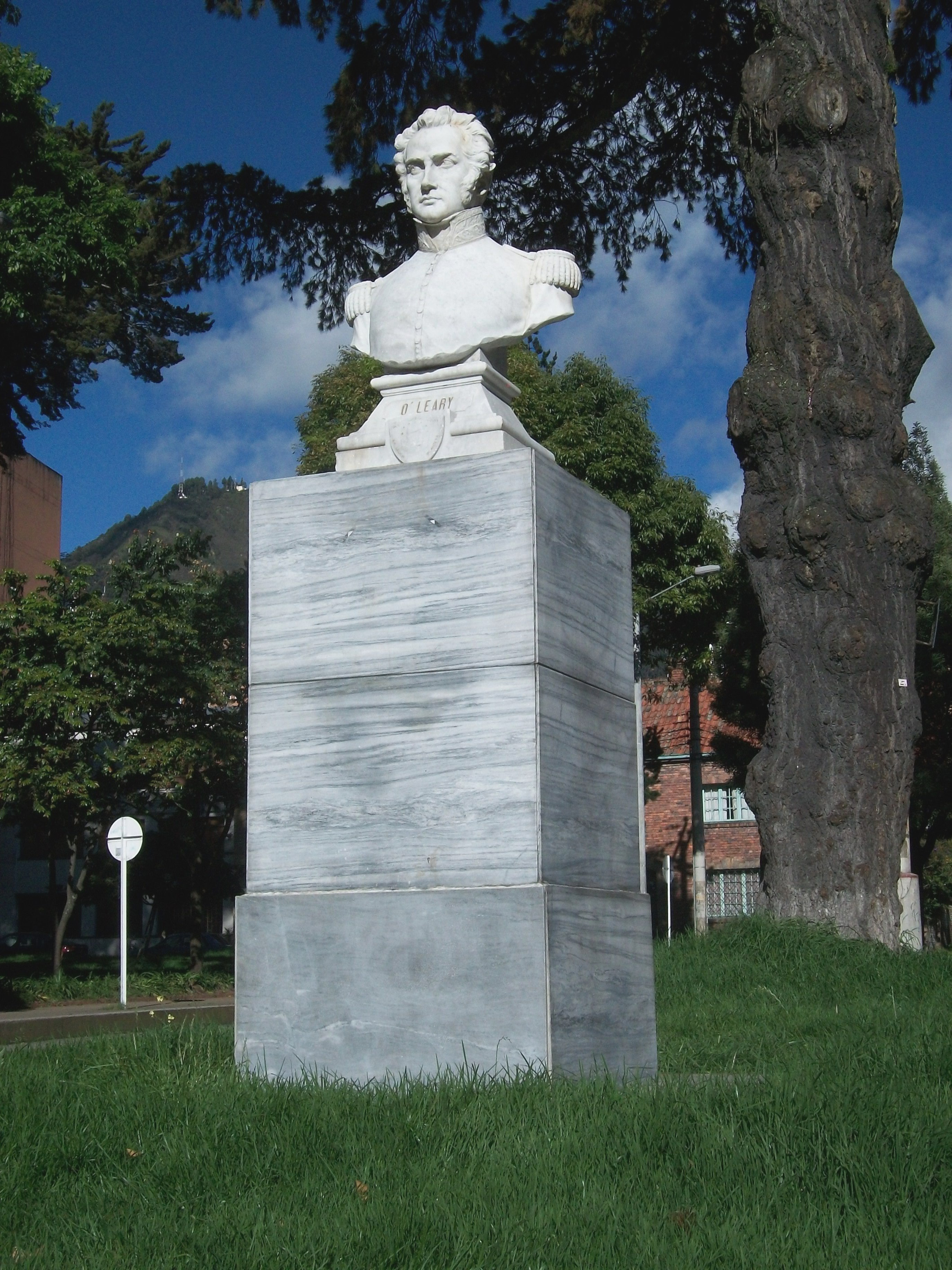
Busto de O'Leary en Teusaquillo, Bogotá.

En 1831 vino la tardía reacción Bolivariana y se insurreccionó Cartagena de Indias pero el General venezolano José Ignacio Luque sofocó el movimiento; mas, en un banquete, se produjo su distanciamiento con el General Mariano Montilla comandante de la plaza y a la cabeza de los revolucionarios marchó a Cartagena, pero el buen sentido hizo que se sellara la paz. Montilla y O'Leary capitularon para preservarla el 23 de abril de 1831 y recibieron numerosas garantías. Poco después el general O´Leary viaja a la Jamaica británica, donde se dedica a recopilar y ordenar el archivo de Bolívar y comienza la redacción de sus memorias, publicadas por su hijo, Simón Bolívar O'Leary, bajo el título de "Memorias del general O´Leary".
Desde 1831 se ocupó en misiones diplomáticas en el exterior y en 1834 fue nombrado secretario del encargado plenipotenciario en Europa, general Mariano Montilla, pasando seis años sus funciones en España, Francia, Inglaterra y los Estados Pontificios. Asimismo, ejerció como Secretario de Carlos Soublette cuando éste fue designado para representar a Venezuela en las negociaciones para el reconocimiento de la República por parte de España, entre 1835 y 1837. Fue testigo del encuentro de Soublette y el general Pablo Morillo en Galicia en 1835. Durante su estadía en Europa visitó a su hermana en Cork.

### Últimos años
En 1841 regresa a Venezuela, esta vez como cónsul británico en Caracas y posteriormente en Puerto Cabello, dos años después es enviado a Bogotá, instalándose en la hacienda "El Chocho", regresa por motivos de salud a Europa en 1852, regresando en diciembre de 1853.
Murió a causa de una apoplejía en Bogotá el 24 de febrero de 1854. Sus restos fueron trasladados posteriormente a Caracas y desde 1882 reposan en el Panteón Nacional de Venezuela.

## Legado
- La Plaza O'Leary es un espacio público de Caracas, Venezuela ubicado en el centro histórico de esa ciudad en la Reurbanización El Silencio de la Parroquia Catedral del Municipio Libertador.
- En Quito, Ecuador, hay una calle y una escuela con su nombre.0°13′48″S 78°31′30″O / -0.2300381, -78.5250319 0°13′03″S 78°31′34″O / -0.2175555, -78.5261672
- En Barinas, Venezuela, hay una escuela con su nombre.
- En San Fernando de Apure, Venezuela, existe en la actualidad el Liceo Bolivariano Daniel O'Leary, ubicado en la encrucijada de las Avenidas, Carabobo, Miranda, revolución y Casa de Zinc.
- En Bogotá, Colombia, está el busto del General O'Leary en la localidad de Teusaquillo.[10]

- En Caracas Primer Batallón del Ejército O'Leary.

### Memorias
El principal legado de O´Leary fueron sus memorias, textos recopilados en sus diarios durante su participación en la campaña libertadora.